# Dash Sportscars
Dash Sportscars war ein britischer Hersteller von Automobilen.

## Vorgeschichte
Listair Cars aus Wrexham in Wales stellte von 1985 bis 1989 Fahrzeuge her, die als Dash vermarktet wurden. Vorgänger war der Pelland Sports von Pelland Engineering, später Graham Autos.

## Unternehmensgeschichte
Simon Parkes (auch Parker geschrieben) gründete 1989 das Unternehmen in Eardisley in der Grafschaft Herefordshire. Mit Unterstützung von Diane Parker übernahm er Projekte von Listair Cars und von Minari Engineering. Die Produktion von Automobilen und Kits begann. Die Markennamen lauteten Dash und MCA. Lawrence Harold Wilson war ab spätestens 1993 ebenfalls Direktor. 1994 endete die Produktion. Insgesamt entstanden über 50 Exemplare.

## Fahrzeuge

### Markenname Dash
Dieses Modell war der Nachfolger des Dash von Listair Cars. Es war ein offener Roadster. Anfangs trieb ein Vierzylinder-Boxermotor vom VW Käfer das Fahrzeug an. Ab 1990 stand auch ein Motor von Alfa Romeo zur Verfügung. Besonderheit war der Mittelmotor. Dash fertigte zwischen 1989 und 1993 etwa 55 Exemplare.

### Markenname MCA
Der Dash Sports 600 war ursprünglich ein kleines Coupé von Minari Engineering. Die Basis bildete ein Leiterrahmen-Fahrgestell von Jago Automotive. Darauf wurde eine Karosserie aus Fiberglas montiert. Ein Zweizylindermotor vom Fiat 126 im Heck mit 594 cm³ Hubraum trieb das Fahrzeug an. Dash entwickelte auch eine Cabriolet-Version.